# مارگو در مراسم عروسی
مارگو در مراسم عروسی (به انگلیسی: Margot at the Wedding) فیلمی است محصول سال ۲۰۰۷ و به کارگردانی نوآ بامباک است. در این فیلم بازیگرانی همچون نیکول کیدمن، جنیفر جیسن لی، جک بلک، جان تورتورو، کیران هایندز، هالی فایفر و فلورا کراس ایفای نقش کرده‌اند.